# گاه‌شماری چینی

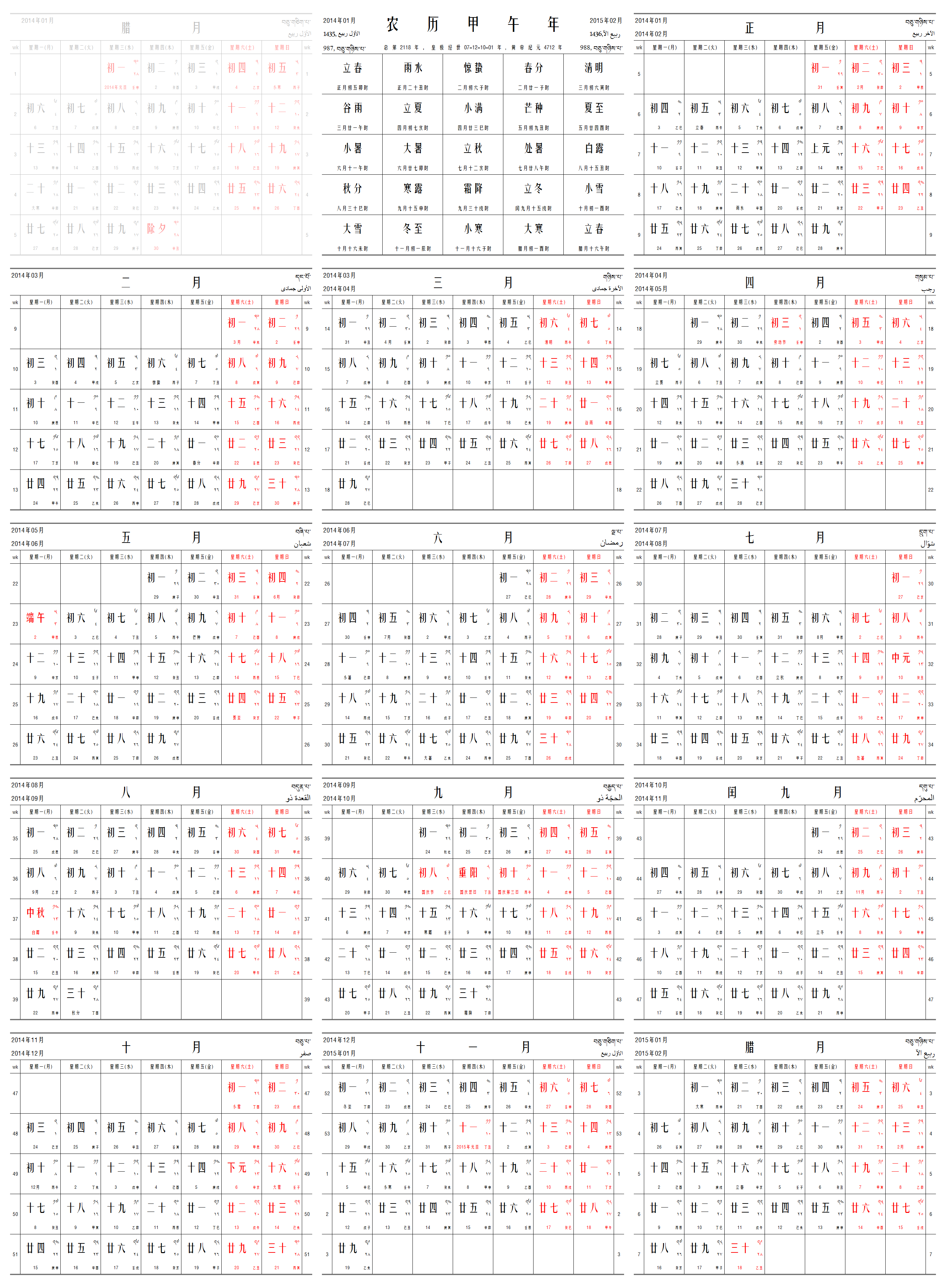
یک تقویم چینی

گاه‌شماری چینی (به چینی: 中国暦) تقویمی است شمسی-قمری که به آن تقویمِ روستایی نیز گفته می‌شود. این تقویم که بر پایه‌یِ پدیده‌هایِ نجومی شکل گرفته، خاستگاهی در قرن پنجم پ. م. دارد. دوره‌یِ اوج ان به عصر سلسله‌یِ سونگ بازمی‌گردد و هنوز، در کنار گاهشماری میلادی، در جشن‌های آیینیِ چینیان کاربرد دارد.

## انواع تقویم درچین
دوره‌های تقویم در چین بسیار متفاوت و متنوع اند. تغییرها و بسطهایی که در ساختار تقویم چین صورت گرفته اند، مرهون نیازهای نوین کشاورزی و پیشرفت در علم نجوم می‌باشند. به طوری که کشور در اقتصاد حرکتی روبه رشد می‌نمود.

### تقویم پنج عنصر
پنج عنصر اساسی زودیاک شامل چوب، فلز، آتش، اب و خاک هستند که در عقاید چینیان باستان بسیار تجلی داشته اند. تا جایی که حتی بر ساختار یکی از شیوه‌های گاهشماری در چین تأثیر بسزایی گذاشته اند. در این تقویم سال به پنج دوره‌یِ هفتادوسه روزه تقسیم می‌شد. هر دوره شامل دو ماهِ سه هفته‌ای است. در این گاهشماری سال‌ها ده‌ماهه بوده اند. این گونه تا پیش از دوره‌یِ هانِ غربی به صورت محدودی مورد استفاده قرارمی‌گرفت.

### تقویم چهارچهارم
دراین شیوهٔ تقویم نگاری مفهوم هفته شکل نگرفته بود. وهر ماه به سه دهه تقسیم می‌شد. سال دوازد ماهه بوده و این روش حتی تا اوایل هان غربی نیز مرسوم بود.

### تقویم متعادل
تقویم متعادل به روشی گفته می‌شد که دران سال به سیصد وشصت وپنج روز ویک چهارم تقسیم وما شاهد سال‌هایی دوازده ویا سیزده‌ماهه و در برخی اوقات چهارده‌ماهه بوده‌ایم. شروع ماه بعد از انقلاب زمستانی ذکر شده‌است لیکن این نحوه گاهشماری به دلیل اینکه بر فواصل کشاورزی تأثیرات منفی می‌گذاشت مورد استقبال قرار نگرفت.

## آثار تقویم چینی بر سایر ملل
تقویم چینی شالوده بسیاری از تقویم در تمدن‌های مشرق زمین بود. تقویم کرهای، ژاپنی وریکیویی ساختارهای اصلی تقویم نگاری خود را از چینیان وام گرفتند. تاجایی که تنها تفاوت انهارا با تقویم چینی در مبدأ این تقویم‌ها می‌توان دید. تقویم مغولی وتبتی نیز به‌طور غیرمستقیم از تقویم سرزمین فغفوران شرقی تأثیر پذیرفته بودند. اویغورهانیز که تقویم خود را مدیون مغولان بودند به نحوی وام دار چینیان هستند. این تأثیر در دوره ایلخانی به ایران نیز منتقل شد واساس تقویم دوازده حیوانی را تشکیل داد.

## طالع بینی دوازده حیوانی
این طالع بینی از دوران پیش از میلاد درچین مرسوم بوده و آنقدر تأثیرگذار بود که می‌توانست سرنوشت یک سلسله ویا یک منطقه را تغییر دهد به گونه ای که متولدین هریک از سال‌های حیوانی در سال‌های تکرار ان حیوان ویا سایر حیوانات دوازده‌گانه از آینده‌ای متفاوت برخوردار می‌شدند. افاقه‌گری این روش درقرون دوازده تا چهارده میلادی یعنی در عصر استیلای مغولان نمود بیشتری یافته و در هند و ایران نیز نفوذ کرد. امروزه بسیاری از کتابنامه‌های طالع‌بینی از این شیوه تأثیر پذیرفته‌اند.

## تقویم در ادوار مختلف
سابقه تقویم درچین با اختلاف نظر همراه بوده اما اکثر منابع ان را متعلق به قرن هشتم پ. م تاقرن پنجم پ. م یعنی در دوران حکومت دودمان جو شرقی دانسته‌اند.

### دوره جو شرقی
در این تقویم شروع سال قبل از انقلاب زمستانی ذکر شده که برای ان ازلفظ شانگ یوان استفاده می‌کردند؛ که این تقویم به احتمال زیاد براساس شیوه پنج عنصر تنظیم شده‌است.

### دوره جنگ سالاری
دراین دوره به منظور کنترل ساختار حکومتی جو تقویم‌های شش‌گانه موسوم به شش تقویم باقی مانده شکل گرفت که اغلب این تقویم‌ها دوازده یا سیزده‌ماهه و شروع سال به قبل از اتقلاب زمستانی بر می‌گردد. در دوره‌های بعد مردم تمدن‌های کوهستانی همچون کیانگ ودیه از این شیوه بهره بردند.

### دورههان
دردوران امپراتور ووتی تقویمی شکل گرفت که اساس گاهشماری چینی درهزارهٔ بعدی راتعیین نمود این تقویم که با عنوان تایچو شناخته می‌شود تقویمی دوازده‌ماهه بوده ودقت نجومی ان بسیار بالا بوده‌است تاجایی که درتاریخ چین اولین تقویمی است که فرا روستایی بوده‌است وبر کشاورزی تجارت ومناسبات اداری هان وجین غربی بسیار تأثیرگذار ذکر شده‌است.

### دورهسویی
معروف‌ترین دوره در تقویم نگاری چینی عصر سویی شناخته می‌شود زیرا که براساس تقویم تایچو تقویمی شکل گرفت که دران علاوه بر تأثیرات کشاوررزی، تجاری واداری از نظر علم نجوم آنقدر دقیق بود که قابلیت پیش‌بینی بسیاری از مخاطرات طبیعی رادارا بود. گاهشماری عصر سویی در دوره تانگ گسترش و در عصر سونگ به اوج خود رسید و در گسترش مرزهای شرقی چین تأثیرگذار بود.